# Franz Huber
Franz Huber (ur. 23 sierpnia 1905, zm. 28 maja 1947 w Landsberg am Lech) – zbrodniarz hitlerowski, członek załogi obozu koncentracyjnego Mauthausen-Gusen i SS-Rottenführer.
Austriak z pochodzenia. Członek Waffen-SS od 1 września 1944. Pełnił służbę jako blokowy (Blockführera) w podobozie Mauthausen –  Hinterbrühl w okresie od września 1944 do maja 1945. Podczas marszu śmierci z tego podobozu w kwietniu 1945 zastrzelił dziewięciu więźniów narodowości polskiej i rosyjskiej, którzy nie nadążali za kolumną ewakuacyjną.
Huber został skazany w procesie załogi Mauthausen-Gusen (US vs. Johann Altfuldisch i inni) przez amerykański Trybunał Wojskowy w Dachau na karę śmierci. Wyrok wykonano przez powieszenie w więzieniu Landsberg 28 maja 1947.